# Neuromodulazione sacrale
La neuromodulazione sacrale è una terapia proposta per le disfunzioni vescicali ed i problemi di controllo dell'intestino.

## Storia
Sviluppata all'inizio degli anni Ottanta negli Stati Uniti da Medtronic con il nome di InterStim, è stata approvata in Europa nel 1994.

## Composizione
Si tratta di un sistema costituito da un piccolo neurostimolatore impiantabile molto simile a un pacemaker, un elettrodo e un telecomando. Il neurostimolatore viene inserito in una tasca sottocutanea appositamente creata nella parte superiore della natica. L'elettrodo, invece, è un sottile filo metallico che conduce deboli impulsi elettrici ai nervi che controllano gli organi e i muscoli deputati alla minzione o alla defecazione. Il telecomando, infine, serve al paziente per regolare il livello della stimolazione e accendere o spegnere il neurostimolatore. L'impianto del neurostimolatore e dell'elettrodo avviene con un intervento mininvasivo effettuato in anestesia locale.
Prima dell'impianto definitivo, viene effettuato un test di stimolazione. Se durante questo periodo di prova il paziente ottiene i benefici sperati, si procede con l'impianto definitivo.